# Radim (okres Kolín)
Radim je obec v okrese Kolín asi 10 km západně od Kolína. Žije zde přibližně 1 200 obyvatel a její katastrální území má rozlohu 505 ha. V roce 2011 zde bylo evidováno 443 adres. Leží v nadmořské výšce 205 m n. m. K obci patří i osada Chroustov, dnes osídlená převážně chalupáři.
Radim leží v katastrálním území Radim u Kolína o rozloze 5,05 km².

## Historie

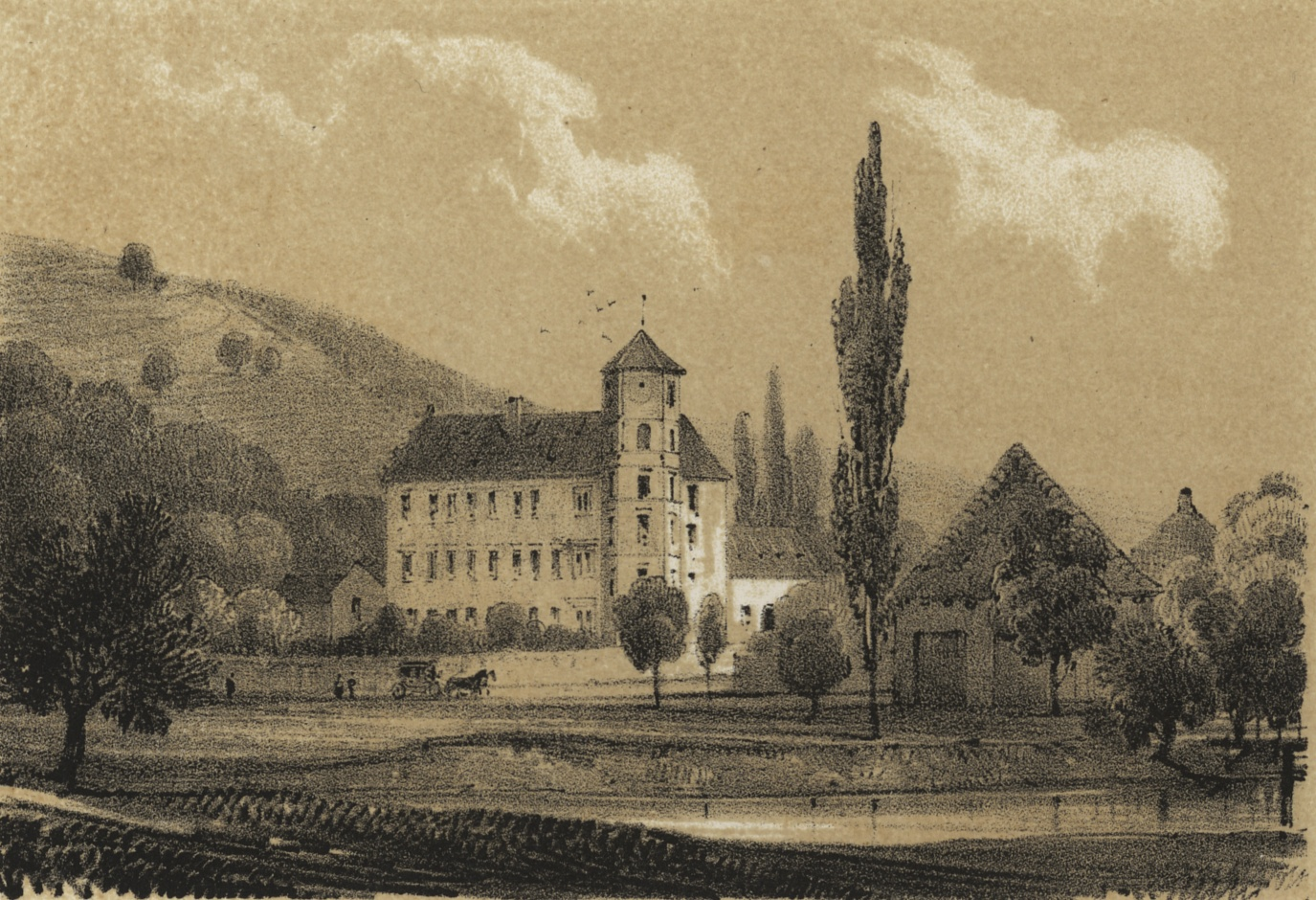
Radim v roce 1845.

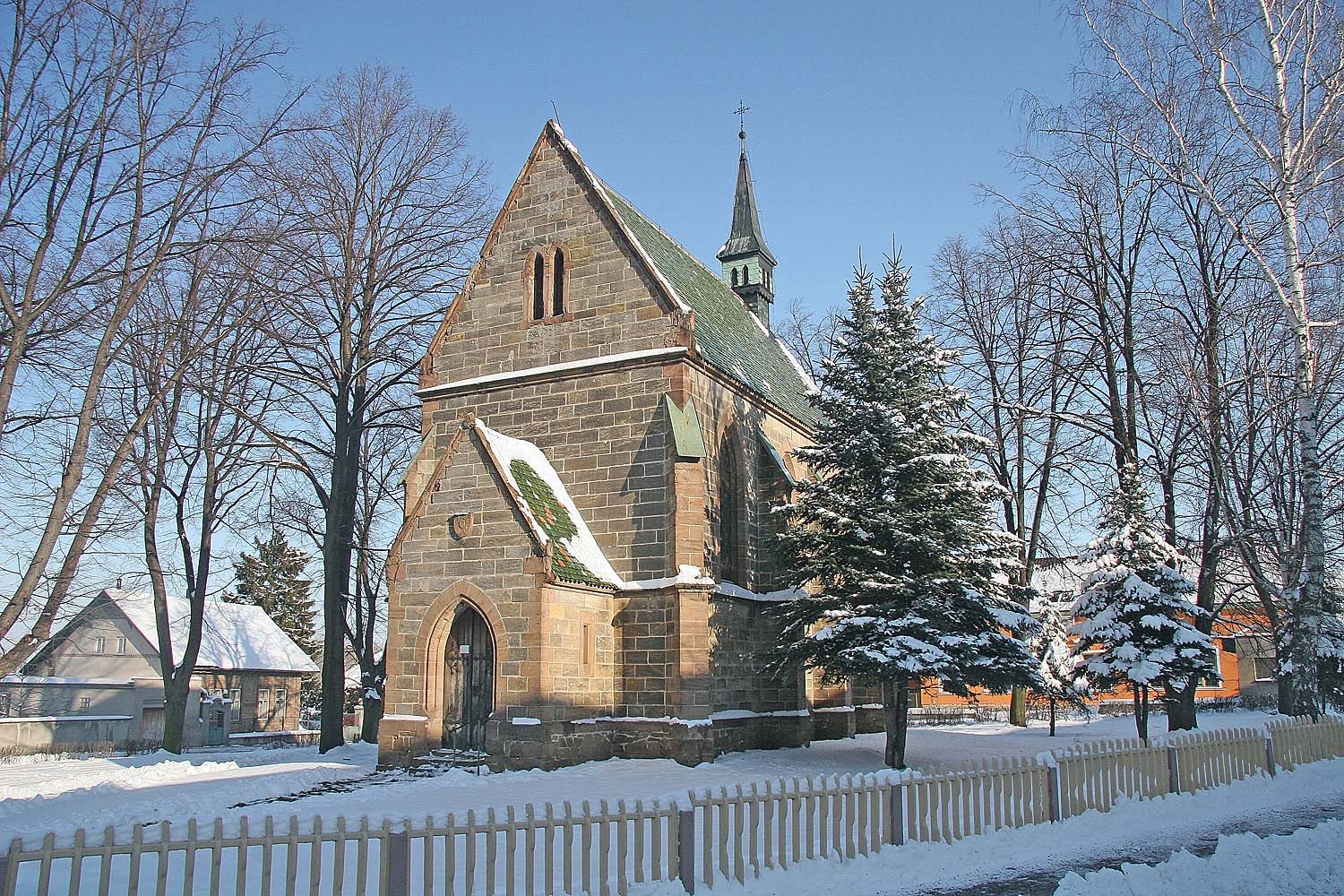
Novorománská kaple Vykupitele v Radimi z roku 1896

O prastaré sídelní tradici v okolí Radimi svědčí terénní pozůstatky blíže neprozkoumaného pravěkého a snad také slovanského hradiště Na Šancích o rozloze 6,3 ha. První písemná zmínka o vesnici je z roku 1320 jako o sídle Bedřicha z Radimi. Až do roku 1541, kdy vesnici získal panský rod Zárubů z Hustířan, byla v držení drobné venkovské šlechty. Jan Záruba z Hustířan byl poslední člen této rodiny na Radimi, protože se aktivně zúčastnil stavovského povstání v roce 1618. Po jeho potlačení se roku 1628 rozhodl pro emigraci a panství prodal Adamovi z Valdštejna. Po něm panství několikrát změnilo majitele, až v roce 1788 získal Radim knížecí rod Lichtenštejnů. Ten ji držel ve vlastnictví až do roku 1848, kdy zámek získal Jaroslav Bukovský. Radimský velkostatek si však Lichtenštejnové podrželi až do roku 1923. V letech 1948–1990 zámek vlastnil stát a poté byl vrácen v restituci rodině Bukovských. V roce 2005 byl zámek prodán novému majiteli.

### Územněsprávní začlenění
Dějiny územněsprávního začleňování zahrnují období od roku 1850 do současnosti. V chronologickém přehledu je uvedena územně administrativní příslušnost obce v roce, kdy ke změně došlo:
- 1850 země česká, kraj Pardubice, politický okres Kolín, soudní okres Kouřim[7]
- 1855 země česká, kraj Čáslav, soudní okres Kouřim
- 1868 země česká, politický okres Kolín, soudní okres Kouřim
- 1939 země česká, Oberlandrat Kolín, politický okres Kolín, soudní okres Kouřim[8]
- 1942 země česká, Oberlandrat Praha, politický okres Kolín, soudní okres Kouřim[9]
- 1945 země česká, správní okres Kolín, soudní okres Kouřim[10]
- 1949 Pražský kraj, okres Kolín[11]
- 1960 Středočeský kraj, okres Kolín
- 2003 Středočeský kraj, obec s rozšířenou působností Kolín

### Rok 1932
V obci Radim u Peček (1022 obyvatel, poštovní úřad, četnická stanice) byly v roce 1932 evidovány tyto živnosti a obchody: cihelna, cukrář, čalouník, obchod s dobytkem, obecní elektrárna, holič, 3 hostince, kolář, kovář, 2 krejčí, výroba leštících prostředků, 3 obuvníci, palivo, 2 pekaři, pohodný, 2 pojišťovací jednatelství, rolník, 2 řezníci, sedlář, 4 obchody se smíšeným zbožím, obchod se střižním zbožím, 2 trafiky, 2 truhláři, velkostatek, zámečník, zednický mistr, obchod se zvěřinou a drůbeží.

## Kulturní a přírodní památky

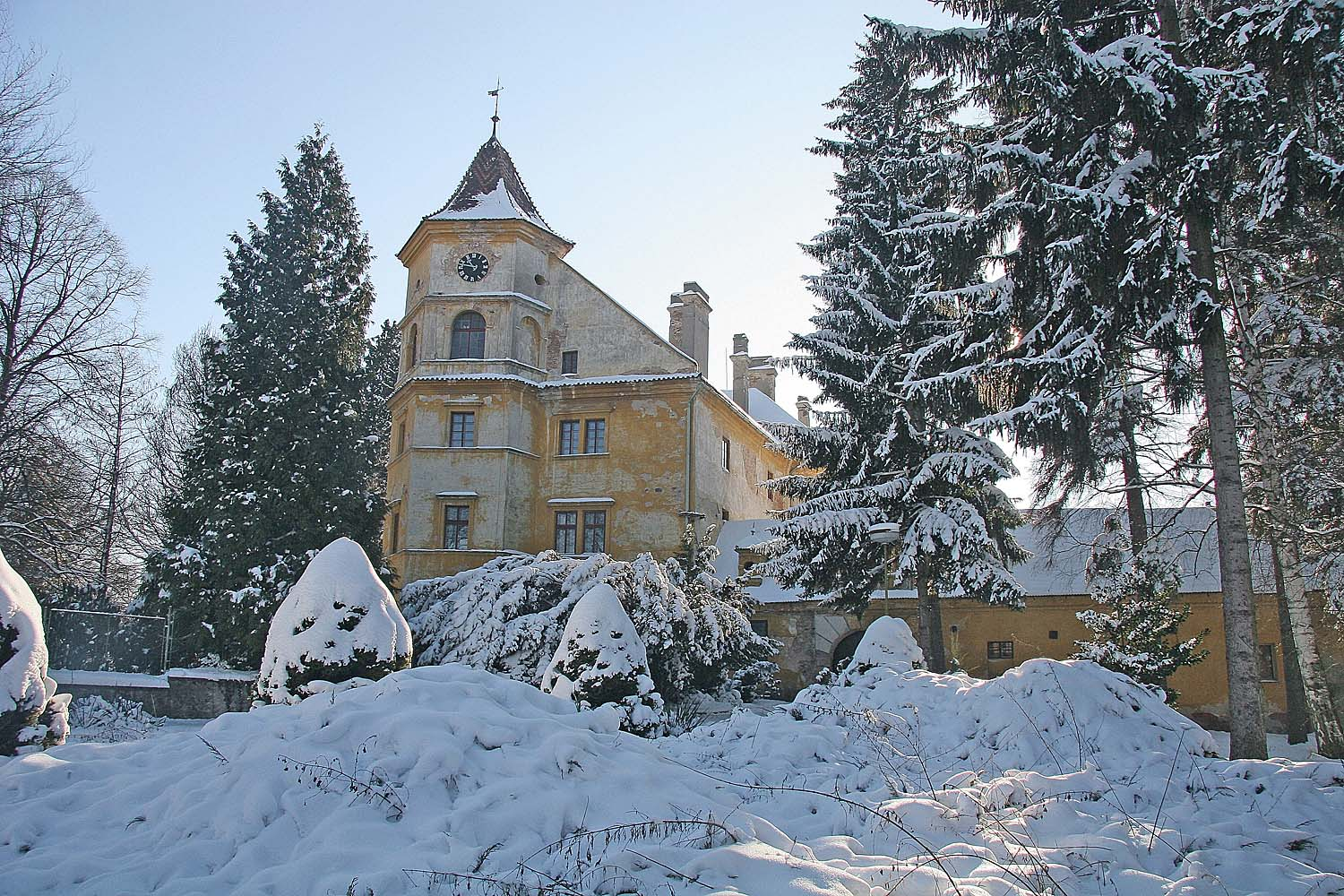
Zámek v Radimi

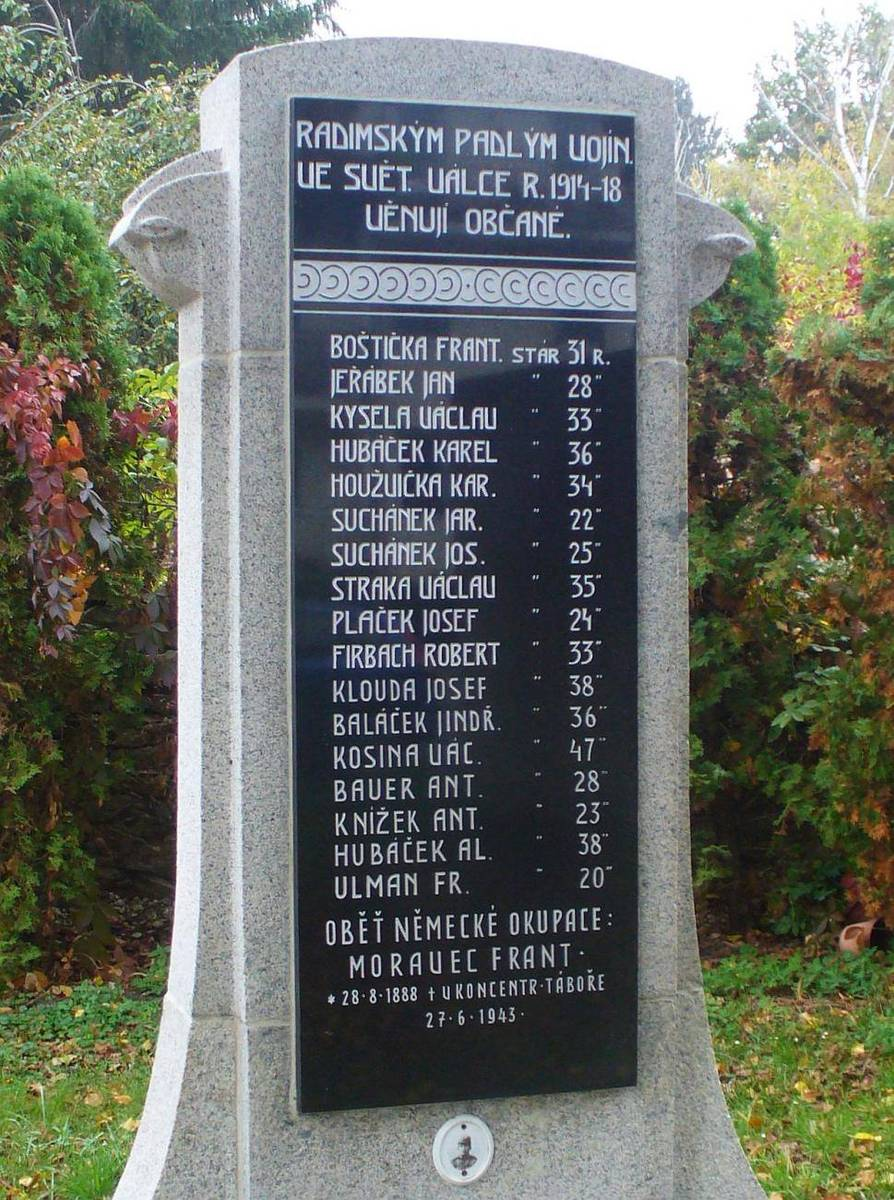
Pomník padlým z první světové války u zámecké zahrady v Radimi

- Zámek Radim – Na místě původní tvrze byl v roce 1610 Karlem Zárubou z Hustířan dokončen renesanční zámek, který se téměř v původní podobě zachoval dodnes.
- Západně od vesnice se na vrchu Radim dochovaly terénní pozůstatky opevnění radimského hradiště z doby halštatské.[6]
- Barokní obloukový kamenný most přes potok Výrovka. Čtyři sochy svatých, které byly původně umístěny na mostě, jsou dnes v lapidáriu na zámku Mnichově Hradišti.
- Novogotická kaple Nejsvětějšího Vykupitele z roku 1896, jejímž architektem byl Josef Mocker, jeden ze stavitelů svatovítské katedrály v Praze.[13]
- Přírodní rezervace Stráň u Chroustova o rozloze 3,2 ha. Uchovává vzácné druhy teplomilné květeny jako křivatec český, kavyl Ivanův a koniklec luční.
- Přírodní památka Lom u Radimi, kde jsou zachovány ukázky příbojové činnosti svrchnokřídového moře s významným paleontologickým nalezištěm.

## Doprava
Dopravní síť
- Pozemní komunikace – Obcí vede silnice II/329 Poděbrady – Pečky – Radim – Plaňany.
- Železnice – Obec Radim leží na železniční trati 012 Pečky – Kouřim. Je to jednokolejná regionální trať, zahájení dopravy bylo roku 1882. Na území obce jsou železniční zastávky Radim a Chroustov.

Veřejná doprava 2011
- Autobusová doprava – V obci měla zastávku autobusová linka Kolín-Nová Ves I-Chotutice (v pracovních dnech 3 spoje) (dopravce Okresní autobusová doprava Kolín, s. r. o.).
- Železniční doprava – Po trati 012 jezdilo v pracovní dny 14 párů osobních vlaků, o víkendu 9 párů osobních vlaků.

## Skládka směsného domovního odpadu
V katastrálním území Radimi je v terénní nerovnosti V dolích vybudována skládka směsného domovního odpadu. Skládka slouží široké svozové oblasti okresů Kolín, Nymburk a Praha-východ. Její rozloha se má během několika let rozrůst ze současných 9 hektarů na více než 33 hektarů. Každoroční příjem obce z provozu skládky se počítá v řádu desítek milionů korun.
První skládka tady vznikla už v osmdesátých letech 20. století, kdy zde provozovatel nedalekého ropovodu našel vhodné místo pro uložení zeminy kontaminované při havárii. Na začátku 90. let zde obec vybudovala skládkový komplex, který dodnes provozuje. Významným rozvojovým impulzem byla krize v likvidaci pražského domovního odpadu v roce 1993, kdy byla dočasně vyčerpaná kapacita skládky v Dolních Chabrech a zpozdilo se zprovoznění zařízení pro energetickou likvidaci odpadů (spalovny) v Malešicích.
Na skládce je vybudován systém pro odčerpávání bioplynu, který je využíván k výrobě elektrické energie v kogeneračním soustrojí o výkonu 550 kW.